# Plurivision
Canal 4 Plurivisión es un canal de televisión argentino que está ubicado en la localidad de Ingeniero Huergo, en la provincia de Río Negro, de la Patagonia argentina. Inició sus actividades el 14 de mayo de 2009, en conmemoración con el aniversario de la localidad de Huergo.
Se trata de una señal de televisión abierta que cubre las localidades de Mainqué, Ingeniero Huergo, General Enrique Godoy y Villa Regina. 
Como parte de su programación, se televisan todos los eventos de Huergo y los más importantes de la zona de influencia. También retransmite programación de Canal 6 "Colsecor, televisión cooperativa" desde Córdoba, Argentina; Sembrando Satelital y Canal 21 "Arzobispado de Buenos Aires". Algunos de los videos emitidos pueden revivirse a través de su sitio web.